# Экзоспорий
Экзоспо́рий — слой спородермы, прочная оболочка споры, большей частью довольно толстая, окрашенная в различные цвета и снабженная во многих случаях различными утолщениями в виде правильной сетки, бугорков, щетинок и т. д. (т. н. «орнаментацией»). Экзоспорий расположен снаружи, но иногда окружён дополнительными оболочками: периспорием и эктоспорием.
Форма экзоспория играет роль важного систематического признака при определении грибов. При прорастании споры экзоспорий лопается, и содержимое выходит наружу, одетое тонкой внутренней оболочкой — «эндоспорием».
Нередко наружный слой экзоспория превращается в студенистое вещество, разбухающее в воде или во влажном воздухе. У некоторых спор экзоспорий представляет в некоторых местах утончения в виде точек, через которые проходит ростковая трубочка при прорастании.
Термины «эндоспорий» и «экзоспорий» традиционно употребляются при описании спор мхов и папоротников, но и там зачастую заменяются на более короткие термины «интина» и «экзина» (которые традиционно описывают близкие структуры у цветковых растений).